# Ронин (Marvel Comics)
Ронин (англ. Ronin) — псевдоним нескольких персонажей из комиксов, издаваемых компанией Marvel Comics. Персонаж был создан Брайаном Майклом Бендисом и Джо Кесадой, хотя персонажи, которые скрывались за его личностью, были созданы другими авторами.
Термин «ронин» относится к японской культуре и характеризует самурая, который не смог уберечь своего господина.

## История публикаций

### Майя Лопес
Майя Лопес — первый человек, использующий личность Ронина. Она взяла эту личность, чтобы следить за Серебряным Самураем в Японии.
Майя Лопес впервые появилась в качестве Ронина в New Avengers #27 (апрель 2007), хотя персонаж появлялся на обложках более ранних выпусков.
Брайан Майкл Бендис, создавший Новых Мстителей, признался, что первоначально хотел, чтобы за личностью Ронина скрывался Мэтт Мердок, но замысел так и не был воплощён в жизнь из-за конфликтов с авторами комиксов о Сорвиголове.

### Клинт Бартон
Клинт Бартон — второй человек, примеривший личность Ронина. Став Ронином, он вернулся в Нью-Йорк в период Гражданской войны. Когда Бартон спас Эхо, он предложил ей вернуть костюм, некогда принадлежавший ей, но она позволила ему остаться Ронином. В период Эры Героев Клинт вновь стал Соколиным глазом.

### Алексей Шостаков
Новый Ронин впервые появился в Widowmaker, кроссовере между Соколиным глазом, Пересмешником и Чёрной вдовой. Новый Ронин занимался шпионажем и убийствами и в итоге его целями стали Пересмешник и Чёрная вдова. Позже выяснилось, что это Алексей Шостаков, бывший муж последней.

### Эрик Брукс
Персонаж, личность которого не раскрывается читателю, появился во втором томе Mighty Avengers и надел костюм типа Хэллоуин — «Герой Паук» во время сюжета Infinity. Позднее этот персонаж надел костюм Ронина из «большой коробки старых вещей Клинта Бартона». Перед раскрытием истинной личности этого персонажа в результате утечки сценария было выявлено, что новый Ронин — это Эрик Брукс, более известный как Блэйд. Это позже подтвердилось в Mighty Avengers #9.

## Альтернативные версии

### Ultimate

Ultimate Ронин на обложке Ultimate Spider-Man #108

В Ultimate Marvel Ронин впервые появился в Ultimate Spider-Man #108. Ронин является одной из нескольких личностей Лунного рыцаря. Тот использует личность Ронина, чтобы внедриться в банду к Уилсону Фиску, более известному как Кингпин. Чтобы заслужить своё доверие, Кингпин приказывает Ронину доставить к нему Человека-паука.
Он захватывает автобус школы Мидтауна и въезжает на нём в школу, после чего устраивает стрельбу и призывает Человека-паука показаться и дать бой. Китти Прайд, которая перевелась в эту школу, пытается дать отпор Ронину, но теряет сознание незадолго до появления Человека-паука. Во время схватки с ним в голове Марка Спектора происходит сражение двух его личностей — Ронина и Лунного рыцаря. После непродолжительной схватки Ронин захватывает Человека-паука, а также одолевает личность Лунного рыцаря. При помощи механизма для выпуска паутины Человека-паука Ронин сбегает вместе с ним и доставляет его в убежище Кингпина.
После разговора с Человеком-пауком Кингпин нападает на Ронина, показывая, что он знал о тайне его личности. Затем двое киллеров выстреливают в него и бросают его тело в реку. Каким-то образом он выживает и идёт в полицию, чтобы предоставить доказательства тирании Уилсона Фиска. Чтобы сделать это, он раскрывает тайну всех своих личностей. Благодаря ему Кингпин попадает в тюрьму, а самого Лунного рыцаря нарекают героем.

## Вне комиксов

### Кинематографическая вселенная Marvel
- Клинт Бартон в исполнении Джереми Реннера появился в образе Ронина в фильме «Мстители: Финал»[10].
- Бартон в образе Ронина вновь предстал в сольном сериале «Соколиный глаз». Также в образе Ронина некоторое время действовала Кейт Бишоп, роль которой исполнила Хейли Стайнфелд.
  - Архивные кадры с Бартоном в образе Ронина из пятой серии «Соколиного глаза» был использованы в сцене-флэшбеке в первой серии сериала «Эхо».

### Телевидение
- Ронин появляется в Toei анимэ Marvel Disk Wars: The Avengers, озвученный Хори Хидэюки. Здесь под его личностью скрывается Нодзому Акацуки, отец главного героя Акиры.

### Видеоигры
- Майя Лопес в качестве Ронина появляется как эксклюзивный персонаж Marvel: Ultimate Alliance для версии PSP.
- Marvel: Ultimate Alliance 2 — играбельный персонаж. Имеет две версии костюма: Майк Фаррелл и Майя Лопес.
- Костюм Ронина является альтернативным костюмом Соколиного глаза в игре Ultimate Marvel vs. Capcom 3.
- Костюм Ронина доступен в игре Marvel Heroes.
- Ронин (Блэйд) появлялся в качестве играбельного героя в видеоигре Lego Marvel's Avengers.